# Relações entre Eslováquia e Vietnã
As relações entre a Eslováquia e o Vietnã referem-se às relações bilaterais entre as nações. A Eslováquia tem uma embaixada em Hanói e um consulado na Cidade de Ho Chi Minh, e o Vietnã tem uma embaixada em Bratislava.

## História e relações modernas
O líder comunista do Vietnã do Norte, Ho Chi Minh, fez uma visita à Eslováquia em 1957, quando a Eslováquia fazia parte da Tchecoslováquia comunista. Sua visita foi memorável com a inauguração de uma placa sobre a visita de Ho ao país. Desde então, a Eslováquia tem mantido um relacionamento relativamente próximo com o Vietnã, mesmo após o colapso da União Soviética na década de 1990.

### Sequestro de Trinh Xuan Thanh em 2017
Trịnh Xuân Thanh, ex-membro do partido comunista e empresário acusado de ser corrupto, foi secretamente sequestrado em Berlim por um grupo de vietnamitas não identificados, que se acredita serem agentes vietnamitas na Alemanha. Descobriu-se que os sequestradores usaram o espaço aéreo eslovaco e um jato do governo eslovaco para levar Trịnh para fora do país; isso gerou raiva e ameaçou congelar o relacionamento eslovaco-vietnamita. O caso foi arquivado depois de não conseguir coletar evidências suficientes sobre o sequestro, mas as tensões sobre o sequestro de Trịnh Xuân Thanh ainda persistem no relacionamento político entre os dois países.
Em 2019, durante uma visita, Angela Merkel, chanceler da Alemanha, relembrou o sequestro ao chanceler eslovaco, tornando a situação ainda mais complicada.

## Vietnamitas na Eslováquia
Apesar de compartilhar a herança tchecoslovaca e a imigração vietnamita, a comunidade vietnamita na Eslováquia continua menos relevante em comparação com a vizinha República Tcheca. Como a maioria dos vietnamitas no Leste Europeu, eles são vistos como bem integrados na sociedade eslovaca.